# Plage de la Cocoterai
La plage de la Cocoterai est une plage de sable fin situé sur la commune de Kourou, en Guyane.
Elle est la plus grande plage de la commune et l'une des rares plages aménagées dans le département.